# Originile Războiului Rece

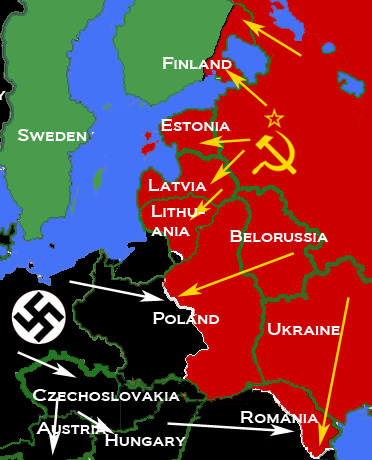
Ocupaţia militară şi politică sovietică şi germană în Europa centrală şi de est în perioada 1939–1940

Originile Războiului Rece sunt în general considerate că își au rădăcinile în relațiile dintre Uniunea Sovietică și aliații Statele Unite, Marea Britanie și Franța în perioada (1945-1947). Aceste evenimente au dus la Războiul Rece, care a durat aproape jumătate de secol.
Evenimentele anterioare celui de-al Doilea Război Mondial și chiar a Revoluția Rusă din 1917, au pus bazele tensiunile înainte de al Doilea Război Mondial între Uniunea Sovietică, țările occidentale și Statele Unite ale Americii. O serie de evenimente în timpul și după al doilea război mondial au exacerbat tensiunile, inclusiv pactul sovieto-german în primii doi ani ai războiului, ducând la invaziile ulterioare, percepția întârzierii invaziei anglo-americane în Normandia pentru eliberarea Europei ocupate de germani, sprijinul pentru Carta Atlanticului, dezacordul la conferințele în timpul războiului despre soarta Europa de Est, crearea de sovietici a Blocului răsăritean a statelor satelit sovietice, aliații occidentali au respins Planul Morgenthau pentru a sprijini reconstrucția industriei germane, și au implementat Planul Marshall.

## Legături externe
- en The division of Europe Arhivat în 19 martie 2007, la Wayback Machine. Portal to topic documents
- en James F. Byrnes, Speaking Frankly Arhivat în 7 iunie 2011, la Wayback Machine. The division of Germany
- en The Sinnews of Peace Recording of Winston Churchill's speech in 5, March, 1946, warning about the advance of communism in central Europe
- en Causes of the Cold War Arhivat în 22 august 2013, la Wayback Machine. Study guide, primary sources, multimedia, teacher resources
- en The CWIHP at the Woodrow Wilson Center for Scholars Document Collection on the Origins of the Cold War Arhivat în 5 iunie 2011, la Wayback Machine.